# ایندیانوولا (نبراسکا)
ایندیانوولا(به انگلیسی: Indianola) شهری در ایالت نبراسکا کشور ایالات متحده آمریکا است که جمعیت آن در سرشماری سال ۲۰۱۰ میلادی، ۵۸۴ نفر بوده‌است.